# Haupmerkopf
Der Haupmerkopf (2625 m ü. A.), auch Haupmerkogl oder Trogkopf, ist ein Berggipfel in der Granatspitzgruppe im Norden Osttirols (Gemeinde Matrei in Osttirol). Die Benennung des Haupmerkopfs erfolgte nach der Haupmeralm, die ihren Namen einem Personen- bzw. Besitzernamen verdankt. Während die erste Besteigung unbekannt ist, nahmen Wilhelm Brandenstein, Henriette Hurych und F. Waldmann am 19. Juli 1926 die erste Überschreitung vor.

## Lage und Aufstiegsmöglichkeiten
Der Haupmerkopf ist ein Gipfel im nördlichen Zentralbereich der Granatspitzgruppe. Er befindet sich rund zwei Kilometer südlich vom Tauernhauptkamm südlich der Landesgrenze zu Salzburg. Vom benachbarten Glockenkogel (2828 m ü. A.) verläuft dessen Westgrat nach Westen über die Haupmerscharte (2524 m ü. A.) zum Haupmerkopf und weiter zum Frögegg (2374 m ü. A.), von wo er ins Tauerntal abfällt. Nördlich des Haupmerkopfs liegt der Dabersee und der Daberbach, am Südwestabhang die Haupmeralm und die Frögealm.
Der Aufstieg auf den Haupmerkopf ist nur weglos möglich, wobei der Anstieg über den Ost- oder den Westgrat erfolgen kann. Die technisch einfachste Variante ist der Westgrat, wobei der Anstieg hier vom St. Pöltner Ostweg zum Dabersee und dann dem Seeabfluss folgend bis unter den Westgrat und einen steilen Schutthang empor erfolgt (UIAA I). Der Aufstieg über den Ostgrat nimmt seinen Anfang in der Haupmerscharte (UIAA II) und führt über Schrofen und eine Platte in den Grat.